# Ed Viesturs
Edmund Viesturs (Fort Wayne, 22 giugno 1959) è un alpinista statunitense.

## Biografia
È uno dei pochi alpinisti al mondo, e il primo statunitense, a riuscire nell'impresa di scalare tutti i 14 ottomila in "stile alpino", ovvero con una attrezzatura leggera e senza l'ausilio di ossigeno supplementare.
Il primo ottomila lo conquista nel maggio del 1989, il Kangchenjunga, mentre l'ultimo dei quattordici è l'Annapurna I, conquistato nel maggio del 2005. È salito per sette volte sull'Everest ed ha al suo attivo più di 20 scalate riuscite su cime oltre gli ottomila metri.
Nel 1996 ha preso parte alle riprese del film documentario Everest, nel quale interpreta la parte di sé stesso intento a scalare per la quarta volta la montagna più alta del mondo. Appare anche nel film Vertical Limit in un breve cameo.

## Principali montagne scalate
| Data              | Montagna      |
| ----------------- | ------------- |
| 18 maggio 1989    | Kangchenjunga |
| 8 maggio 1990     | Everest       |
| 15 maggio 1991    | Everest       |
| 16 agosto 1992    | K2            |
| 9 maggio 1994     | Everest       |
| 16 maggio 1994    | Lhotse        |
| 6 ottobre 1994    | Cho Oyu       |
| 18 maggio 1995    | Makalu        |
| 4 luglio 1995     | Gasherbrum II |
| 15 luglio 1995    | Gasherbrum I  |
| 23 maggio 1996    | Everest       |
| 29 settembre 1996 | Cho Oyu       |
| 23 maggio 1997    | Everest       |
| 22 aprile 1999    | Manaslu       |
| 4 maggio 1999     | Dhaulagiri I  |
| 30 aprile 2001    | Shisha Pangma |
| 23 giugno 2003    | Nanga Parbat  |
| 15 luglio 2003    | Broad Peak    |
| 17 maggio 2004    | Everest       |
| 12 maggio 2005    | Annapurna I   |